# Bistum Victoria (Kanada)
Das Bistum Victoria (lateinisch Dioecesis Victoriensis in Insula Vancouver) ist eine in Kanada gelegene römisch-katholische Diözese mit Sitz in Victoria.

## Geschichte

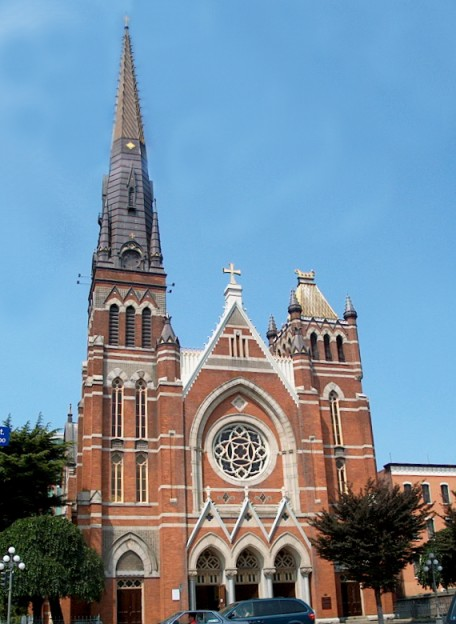
St. Andrew's Cathedral in Victoria

Das Bistum Victoria wurde am 24. Juli 1846 durch Papst Pius IX. aus Gebietsabtretungen des Apostolischen Vikariates Oregon Territory als Bistum Vancouver Island errichtet. Am 14. Dezember 1863 gab das Bistum Teile seines Territoriums zur Gründung des Apostolischen Vikariates British Columbia ab. Eine weitere Gebietsabtretung erfolgte am 27. Juli 1894 zur Gründung der Apostolischen Präfektur Alaska.
Das Bistum Vancouver Island wurde am 19. Juni 1903 durch Papst Leo XIII. zum Erzbistum erhoben. Dieses Erzbistum wurde am 6. September 1904 in Erzbistum Victoria umbenannt und wurde am 1. Oktober 1908 durch Papst Pius X. zum Bistum herabgestuft.
Das Bistum Victoria ist dem Erzbistum Vancouver als Suffraganbistum unterstellt.

## Ordinarien

### Bischöfe von Vancouver Island
- 1846–1871 Modeste Demers
- 1873–1878 Charles-Jean Seghers, dann Koadjutorerzbischof von Oregon City
- 1879–1883 Jean-Baptiste Brondel
- 1884–1886 Charles-Jean Seghers
- 1888–1897 Jean-Nicolas Lemmens
- 1898–1899 Alexander Christie, dann Erzbischof von Oregon City
- 1900–1903 Bertram Orth

### Erzbischof von Vancouver Island
- 1903–1904 Bertram Orth

### Erzbischof von Victoria
- 1904–1908 Bertram Orth

### Bischöfe von Victoria
- 1908–1923 Alexander MacDonald
- 1923–1929 Thomas O’Donnell, dann Koadjutorerzbischof von Halifax
- 1930–1934 Gerald Murray CSsR, dann Bischof von Saskatoon
- 1934–1936 John Hugh MacDonald, dann Koadjutorerzbischof von Edmonton
- 1936–1946 John Christopher Cody, dann Koadjutorbischof von London
- 1946–1962 James Michael Hill
- 1962–1999 Remi Joseph De Roo
- 1999–2004 Raymond Roussin SM, dann Erzbischof von Vancouver
- 2004–2013 Richard Joseph Gagnon, dann Erzbischof von Winnipeg
- 2014–0000 Gary M. Gordon